# Сухорукова (деревня)
Сухорукова — упразднённая деревня в России, находится в Ханты-Мансийском районе, Ханты-Мансийского автономного округа — Югры. Входила в состав Сельского поселения Красноленинский.

## История
Путешественник и естествоиспытатель Г.Ф. Миллер в 1740-е гг. в своих путевых записях отмечает о селе Сухоруковском следующее: 
Село Сухоруковское, на верхнем конце острова Rokn-pogur, в 10 верстах от Кининых юрт. Имеет церковь Сошествия Святаго Духа, построенную для здешних остяков, и, помимо жилищ церковных служителей, 3 ямщицких двора, относящихся к Самаровскому яму.
Согласно Спискам 1868–1869 гг., населенный пункт состоял из 35 хозяйств, где проживало 174 человека. Здесь находилась православная церковь. В 1912 г. являлось селом в Елизаровской волости Березовского округа Тобольской губернии. 
В 1926 г. по данным 1-й Всесоюзной переписи населения в селе Сухоруково было 102 хозяйства, в которых проживало 410 чел., из все - русские.
Упразднена законом Ханты-Мансийского автономного округа — Югры от 9 декабря 2015 года № 129-оз «Об изменениях административно-территориального устройства Ханты-Мансийского автономного округа — Югры и о внесении изменений в отдельные законы Ханты-Мансийского автономного округа — Югры» в связи с отсутствием в ней постоянно проживающего населения.

## Статистика населения
| 1989 | 2002 | 2010 |
| ---- | ---- | ---- |
| 11   | ↗56  | ↘43  |

## Климат
Климат резко континентальный, зима суровая, с сильными ветрами и метелями, продолжающаяся семь месяцев. Лето относительно тёплое, но быстротечное.